# 국제안보지원군
국제안보지원군(國際安保支援軍, International Security Assistance Force (ISAF))은 북대서양 조약 기구(NATO)가 주도하는 아프가니스탄 내 치안 및 발전을 맡은 다국적 연합 군대로서, 본 협정의 예상에 따라 2001년 12월 20일 유엔 안전 보장 이사회를 통해 설립되었다.

## 역사
2009년 1월 기준으로 국제안보지원군의 병력 수는 55,100명으로 북대서양 조약기구 26개국, 10개 협력국, 그 밖의 2개국에서 파견하였다. 파병 국가는 캐나다, 미국, 영국, 이탈리아, 프랑스, 독일, 네덜란드, 벨기에, 에스파냐, 폴란드, 오스트레일리아, 뉴질랜드, 아제르바이잔, 터키, 싱가포르 등이다. 지원국 군대의 전투 강도는 편차가 큰데, 영국, 미국, 캐나다는 위험한 전투 작전에서 상당한 사상자를 냈다.
국제안보지원군은 당초 카불과 주변 지역을 탈레반, 알 카에다, 지방 군벌들에게서 지키는 임무를 맡아 하미드 카르자이가 이끄는 아프가니스탄 과도 정부 수립을 지원하였다. 2003년 10월 유엔 안보리에서는 국제 안보 지원군의 임무를 아프가니스탄 전역으로 확대하도록 승인하여, 국제 안보 지원군은 국토 전체를 4개 주요 구역으로 나눠 담당하였다. 2006년 이래로 국제 안보 지원군은 아프가니스탄 남부에서 더욱 격렬한 전투 지역에 참여하게 되었으며, 2007년과 2008년에도 이런 경향이 지속되고 있다. 아프가니스탄의 여타 지역에서 국제 안보 지원군에 대한 공격이 늘어나고 있다.
2014년 12월 28일 공식적으로 국제안보지원군의 임무가 종료되었다. 각 국가로 귀환하고 남은 1,3000명은 NATO가 주도하는 확고한 지원 임무에 참여한다.

## 부대 구조

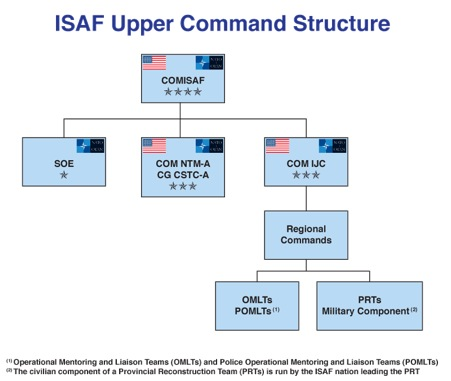
2009년 기준 ISAF 상위 지휘 구조

상위부대: 브룬씀 연합합동군사령부(JFC-B)
- 본부 - 카불
- 지역사령부
  - 수도지역사령부
  - 동부지역사령부
  - 서부지역사령부
  - 남부지역사령부
  - 북부지역사령부
  - 남서지역사령부; 2010년 7월 3일 ~ 2014년
- 기능사령부
  - 아프가니스탄 연합안보전이사령부 (CSCT-A)
  - NATO 아프가니스탄 훈련임무대 (NTM-A); 2009년 11월–2014년 9월
  - NATO 아프가니스탄 항공훈련사령부 (NATC-A); 2010년 ~ 2015년
- TF
  -  CJTF 팔라딘 (CJTF-Paladin); 2005년 7월 ~ 2013년 12월
  -  TF 화이트 이글 (Polski Kontyngent Wojskowy w Afganistanie); 2002년 3월 16일 ~ 2014년 12월 4일

## 역대 지휘관
| #    | 사진 | 국가     | 계급        | 성명                                     | 취임일      | 이임일     |
| ---- | ---- | -------- | ----------- | ---------------------------------------- | ----------- | ---------- |
| 1.   |      | 영국     | 육군 소장   | 존 맥콜 John McColl                      | 2001년 12월 | 2002년 6월 |
| 2.   |      | 튀르키예 | 소장        | Hilmi Akin Zorlu                         | 2002년 6월  | 2003년 2월 |
| 3.   |      | 독일     | 중장        | Van Heyst                                | 2003년 2월  | 2003년 8월 |
| 4.   |      | 독일     | 중장        | Goetz Gliemeroth                         | 2003년 8월  | 2004년 2월 |
| 5.   |      | 캐나다   | 육군 중장   | 릭 힐리어 Rick Hillier                   | 2004년 2월  | 2004년 8월 |
| 6.   |      | 프랑스   | 대장        | 쟝-루이 피 Jean-Louis Py                 | 2004년 8월  | 2005년 2월 |
| 7.   |      | 튀르키예 | 육군 대장   | Ethem Erdağı                             | 2005년 2월  | 2005년 8월 |
| 8.   |      | 이탈리아 | 육군 대장   | Mauro del Vecchio                        | 2005년 8월  | 2006년 5월 |
| 9.   |      | 영국     | 대장        | 데이비드 리처드스 David Richards         | 2006년 5월  | 2007년 2월 |
| 10.  |      | 미국     | 육군 대장   | 댄 K. 맥닐 Dan K. McNeill                | 2007년 2월  | 2008년 6월 |
| 11.  |      | 미국     | 육군 대장   | 데이비드 D. 맥 키어넌 David D. McKiernan | 2008년 6월  | 2009년 6월 |
| 12.  |      | 미국     | 육군 대장   | 스탠리 매크리스털 Stanley A. McChrystal  | 2009년 6월  | 2010년 6월 |
| 대리 |      | 영국     | 육군 중장   | 닉 파커 경 Sir Nick Parker               | 2010년 6월  | 2010년 7월 |
| 13.  |      | 미국     | 육군 대장   | 데이비드 H. 페트레우스 David H. Petraeus | 2010년 7월  | 2011년 7월 |
| 14.  |      | 미국     | 해병대 대장 | 존 R. 앨런 John R. Allen                 | 2011년 7월  | 2013년 2월 |
| 15.  |      | 미국     | 해병대 대장 | 조지프 F. 던포드 Joseph F. Dunford       | 2013년 2월  | 2014년 8월 |
| 16.  |      | 미국     | 육군 대장   | 존 F. 캠벨 John F. Campbell              | 2014년 8월  | 2015년 1월 |

## 같이 보기
- 확고한 지원 임무